# Goleuddydd
Goleuddydd è la madre di Culhwch nella mitologia gallese.

## Storia
Nel racconto Culhwch e Olwen Cilydd ap Celyddon sposa Goleuddydd, figlia di Amlawdd Wledig. Rimasta incinta, Goleuddydd impazzisce e inizia a vagare per il regno. Quando il parto si avvicina, torna in sé e si rifugia presso un porcaio. Spaventata dai maiali, partorisce nel porcile un bambino. Il porcaio si prende cura del neonato e lo battezza Culhwch.
Dopo il parto Goleuddydd si ammala gravemente e, prima di morire, prega il marito a non risposarsi prima di aver visto un rovo con due fiori sulla sua tomba. Goleuddydd ordina al suo confessore di visitare la sua tomba ogni anno e pulirla per non farci crescere nulla. Dopo sette anni il confessore dimentica il compito e le piante iniziano a crescere.
Un giorno, mentre è a caccia, Cilydd si imbatte nella tomba e vede un rovo con due fiori. Allora si ricorda del giuramento fatto alla defunta moglie e, dopo aver ucciso re Doged, sposa la sua vedova.

## Etimologia
Il nome gallese goleuddydd è composto dalle parole golau, "luce" e dydd, "giorno"). Quindi significa "Giorno Luminoso".